# کارو مارتیروسیان
کارو مارتیروسیان ( انگلیسی: Garo Mardirossian؛ زادهٔ ۱۹۵۶) وکیل ارمنی‌تبار اهل یالات متحده آمریکا است.

## زندگی‌نامه
وی در 1956 در حلب سوریه به دنیا آمد و با مدرک بی‌ای از دانشگاه کالیفرنیا، لس آنجلس و با مدرک جی‌دی از Whittier Law School فارغ‌التحصیل گشت. 